# Tanker/bulker
Tanker/Bulker (ang. Ore-bulk-oil carrier- OBO, tudi Combination carrier, rus. нефтерудовоз -nefterudovoz') je ladja, ki lahko prevaža tekoče tovore kot tanker in razsute tovore (v rinfuzi) kot bulker. Namen je zmanjšati število praznih plovb z balastno vodo - ladja tovori nafto v eno smer in rudo v drugo smer. Prednost OBO plovil je, da če ni potrebe po tankerjih, lahko prevažajo rudo in obratno.
Prvo OBO plovilo je bilo Naess Norseman podjetja Norness Shipping. Imel je dolžino 250 metrov, širino 31,6 metra, ugrez 13,5 metra in 37 965 GT.
OBO plovila so hitro postala popularna po svetu, zgradili so jih več sto. Zlati časi so bili 1970ta. Vendar so te vrste plovila zahtevala več vzdrževanja in več časa za natovarjanje. Če je plovilo prevažalo nafto je lahko brez večjih težav natovorilo sorazmerno umazano rudo, vendar ne drugih čistih razsutih materialov, kot je npr. žito. 
V 1990 si zgradili manjše število OBO plovil z 70.000 do 100.000 za Danske in Norveške lastnike.
Danes se jih uporablja precej manj. Največji operater je SKS Tankers z 12 plovili. Zadnje OBO plovilo so dobavili leta 2003, zgradilo ga je podjeteje Hyundai Heavy Industries
Zgradili so tudi OBO plovila za reke, uporabnik je bil Volgotanker.
V hrvaški ladjedelnici Uljanik so zgradili več OBO plovil, med njimi MS Berge Vanga in MS Berge Istra, ki sta imeli nosilnost 227 000 ton.